# Kassai-medence
A Kassai-medence Szlovákia keleti részén, az Északnyugati-Kárpátok előterében, a magyar határ közelében található, tulajdonképpen az Alföld északi nyúlványa. Kassa városa a medence északnyugati szélén terül el.

## Földrajza
A medencét nyugatról a Gömör–Szepesi-érchegység és a Gömör–Tornai-karszt, északon a Csernahora hegység, keleten az Eperjes–Tokaji-hegység, illetve annak északi nyúlványa, a Szalánci-hegység határolja. Délen a Hernád völgye köti össze a magyar-szlovák határon át a magyar Alfölddel.
Három fő részből áll, a Hernád, az Ida és a Bódva folyók medencéiből.

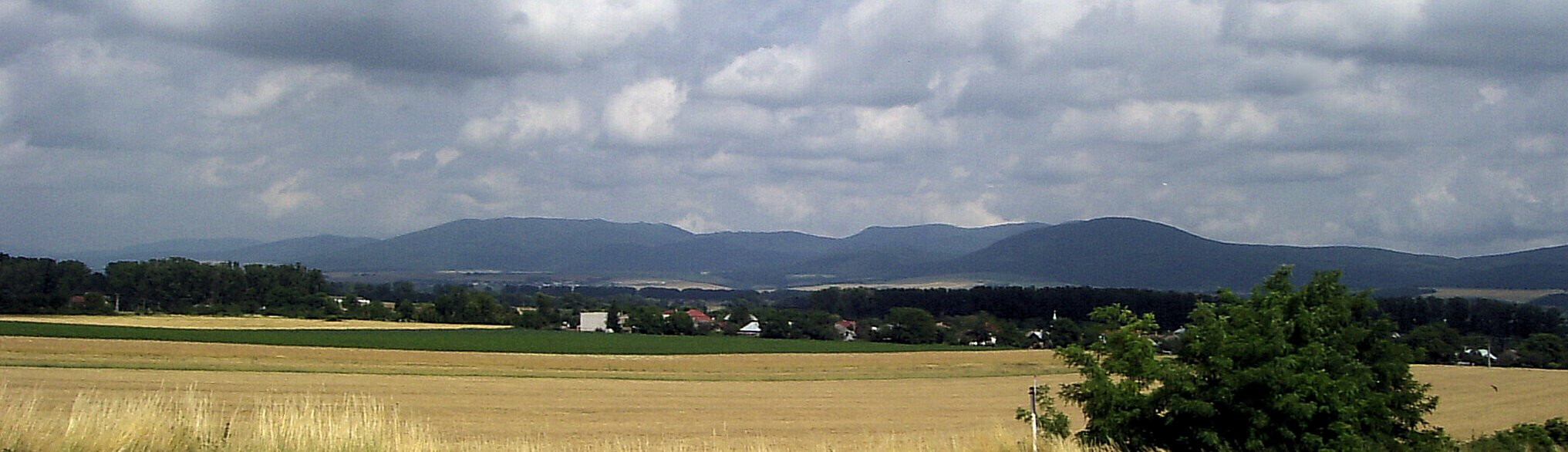
A Szalánci-hegység Migléc felől
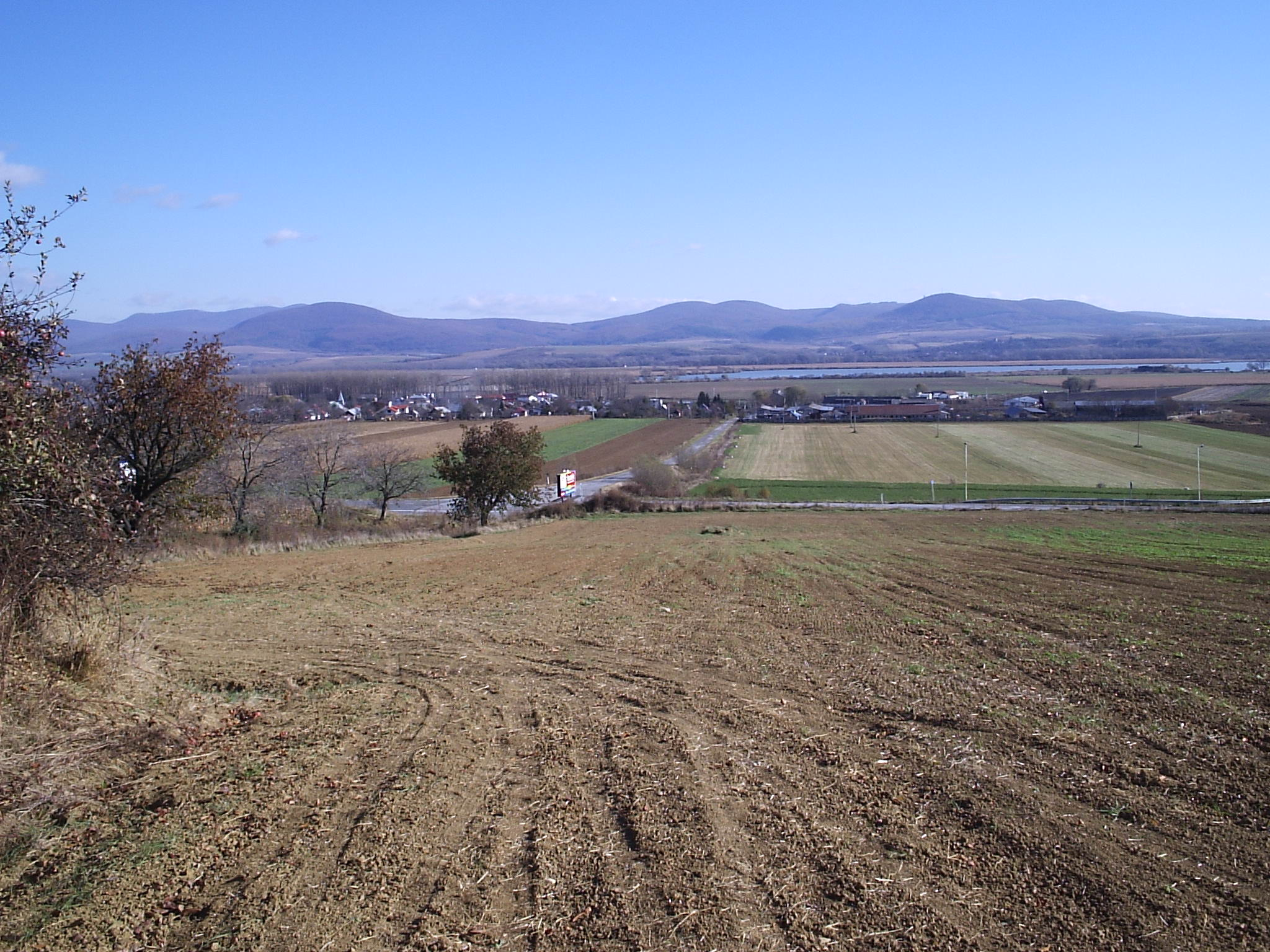
A Kassai-medence Miglécnél